# 29631 Ryankenny
A 29631 Ryankenny (ideiglenes jelöléssel (29631) 1998 UV35) a Naprendszer kisbolygóövében található aszteroida. A LINEAR projekt keretében fedezték fel 1998. október 28-án.